# نامه خسروان
نامه خسروان أو نامه كسروان (بالفارسية: نامهٔ خسروان، ويعني كتاب الملوك) هو كتاب تاريخي عن إيران كتبه الأمير القاجاري جلال الدين ميرزا قاجار بين عامي 1868 و1872 م. يشمل الكتاب تاريخ إيران، منذ العصور القديمة وحتى عهد الدولة الزندية.